# Territorio de Chauen
Chauen fue uno de los cinco territorios en que se dividió el protectorado español de Marruecos en 1935 y perduró hasta la independencia de Marruecos. Antes de la reorganización territorial del protectorado en 1943 se llamó región de Gomara. Estaba situado en el centro-oeste del protectorado, entre el territorio del Rif, al este, y los territorios de Yebala y Lucus, al oeste. La capital era Chauen y estaba dividido en las siguientes cabilas:

## Cadidatos
En diciembre de 1934 el Cadí de Región residía en Chauen. Lucus estaba dividido en dos Cadidatos con en las siguientes cabilas:

### Cadidato de Chauen

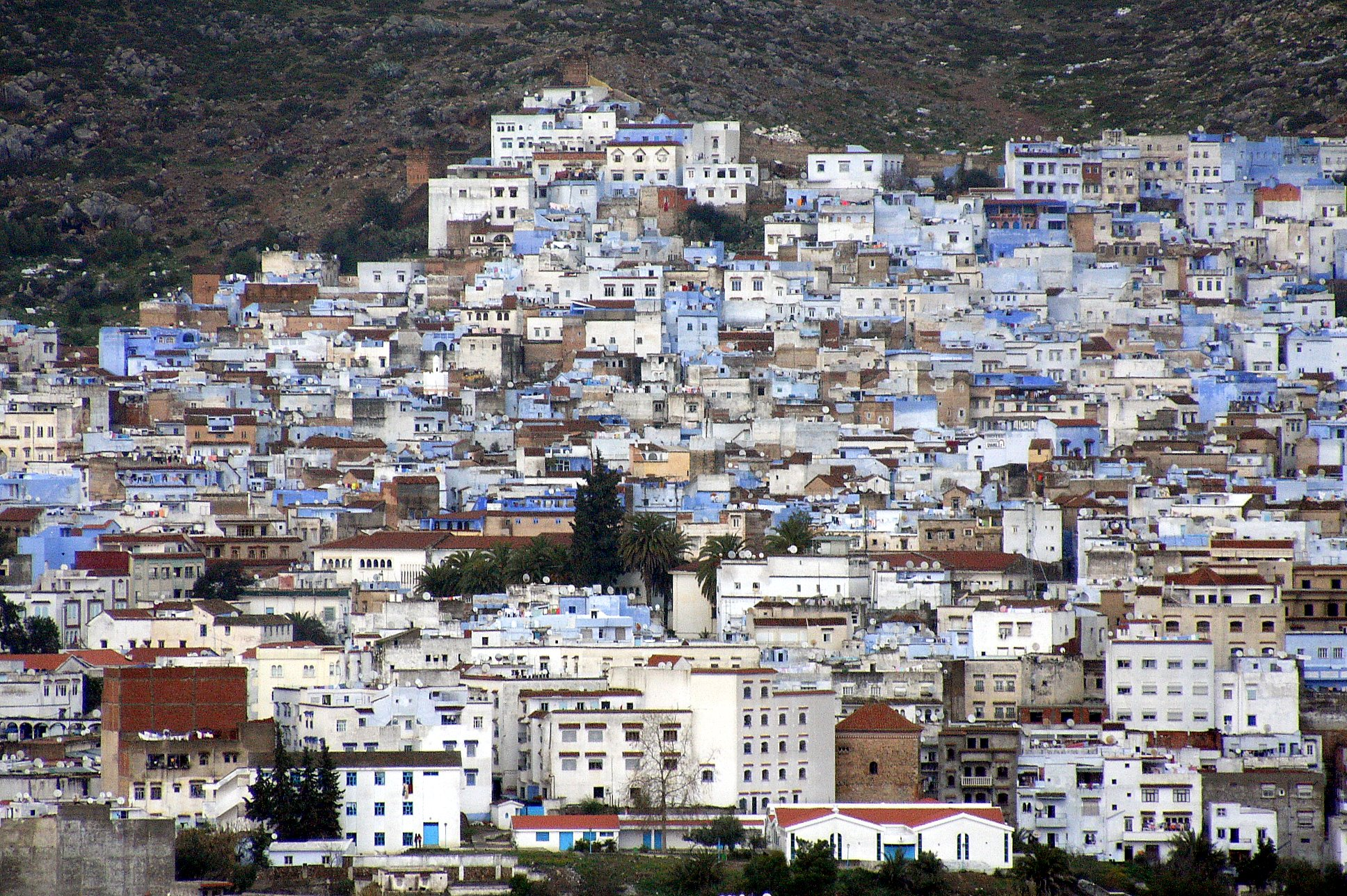
Vista de Chauen desde la carretera a Ouezzane

- Beni Ziat
- Beni Sechyel
- El Ajmás (Chauen)
- Guézaua
- Beni Ahamed
- Beni Selman

### Cadidato de Puerto Capaz

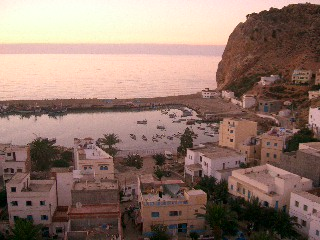
Vista de Puerto Capaz

- Beni Jaled
- Beni Mansor
- Beni Buzera
- Beni Guerir
- Beni Smih,
- Beni Erzin
- Metiua (Puerto Capaz)